# Plight & Premonition
Plight & Premonition è un album in studio di David Sylvian e Holger Czukay, pubblicato nel 1988.

## Tracce
1. Plight (The Spiralling of Winter Ghosts) – 18:30
2. Premonition (Giant Empty Iron Vessel) – 16:21

## Musicisti
- Holger Czukay – radio, organo, pianoforte campionato, arrangiamenti orchestrali
- David Sylvian – piano, harmonium, vibrafono, sintetizzatori, chitarra
- Jaki Liebezeit – infrasuono
- Karl Lippegaus – sintonizzazione radio